# Kamen Rider Gaim
Kamen Rider Gaim (仮面ライダーガイム Kamen Raidā Gaimu?) es el título de la 24.ª temporada de la franquicia Kamen Rider, producida por Toei Company y emitida en TV Asahi del 6 de octubre de 2013 al 28 de septiembre de 2014, constando de 47 episodios. Esta temporada usó dos eslóganes: "Es una era de Riders guerreros" (ライダー戦国時代。 Raidā Sengoku Jidai?) y "¿Cómo usarías tu poder?" (キミはこの力どう使う? Kimi wa kono chikara dō tsukau?)

## Argumento
La historia se desarrolla en Zawame City (沢芽市 Zawame-shi?), una ciudad de Japón donde está establecida la Corporación Yggdrasill, quienes convirtieron lo que antes era un suburbio en una gran ciudad con el edificio central de la organización como una gran torre que domina todo el panorama. Para liberarse del clima de opresión los jóvenes de la ciudad han formado bandas callejeras, pero no para pelear sino para realizar competiciones de baile y coreografía, estableciéndose en escenarios por las calles de la ciudad. Poco a poco, sin embargo, se ha ido poniendo de moda otro tipo de competición, ya que hasta los jóvenes han ido llegando unos candados especiales llamados Lockseeds que sirven para invocar y controlar mentalmente a unas extrañas criaturas virtuales que ellos llaman Inves. Utilizando los Lockseeds, los usuarios de grupos enemigos de la ciudad hacen pelear a los Inves entre ellos hasta que uno de ellos cae. La recompensa para el ganador es quedarse con el escenario del equipo rival para bailar en él. Mientras, los bailes y los combates se han hecho tan populares que se retransmiten por televisión para toda la ciudad, tomando la competición prácticamente como una liga deportiva constituida por los distintos grupos de baile como si fueran equipos. Entre todos los equipos, la rivalidad más fiera se da sobre todo entre dos, el equipo Gaim y el equipo Baron.
En esta situación vive Kōta, un joven que acaba de abandonar el equipo Gaim para buscar trabajo e intentar progresar hacia la vida adulta haciendo algo de provecho por consejo de su hermana, pero sin poder olvidar los años en los que estuvo en el equipo Gaim. Un día el líder del equipo Gaim, Yūya, le informa en un mensaje de móvil de que se ha hecho con un extraño dispositivo. Cuando va al lugar donde habían quedado para enseñárselo, se encuentra allí con Mai una de los miembros de Gaim que no le perdona que les haya abandonado. También se encuentran una extraña abertura que da a un extraño bosque donde crecen árboles llenos de frutas muy tentadoras. Cuando Kōta está a punto de moder una de ellas, les atacan unos Inves reales y de tamaño natural, además de un extraño monstruo. Mientras escapan, Kōta se encuentra con el dispositivo de Yūya tirado en el suelo, pero no hay ni rastro de Yūya. Intuyendo que tiene la forma de una hebilla de cinturón, Kōta coloca el dispositivo en su cintura y se transforma en un cinturón. Al materializarse el cinturón, las frutas que tenía en su mano se transforman en Lockseeds. Logran volver a Zawame por la abertura, pero el monstruo les persigue y Kōta decide enfrentarse a él para proteger a Mai. Guiándose por su intuición, coloca el Lockseed en el cinturón y al activar el dispositivo se transforma en un Kamen Rider. Es cuando una extraña mujer, muy similar en aspecto a Mai, pero rubia, con los ojos de dos colores distintos y un extraño atuendo blanco, le avisa crípticamente de que si decide luchar ahora, no habrá vuelta atrás, deberá luchar hasta el final, hasta la victoria, o hasta que le maten.

## Personajes

### Riders
Cada uno de los Riders tiene un traje con la forma de una armadura de un guerrero tradicional, distinta según el Rider, y una fruta por defecto como fuente de poder que decora esa armadura. Un Rider determinado no puede cambiar el tipo de armadura propia que lleva, pero sí puede cambiar de fruta, e incluso pueden intercambiarse los Riders las frutas entre sí, adaptándose entonces la decoración de cada fruta a la armadura propia de cada Rider. Puesto que es frecuente el cambio de facción de los Riders a lo largo de la serie, se presentan por orden de aparición y no agrupados por facciones.
- Kōta Kazuraba (葛葉 紘汰 Kazuraba Kōta?)/Kamen Rider Gaim (仮面ライダー鎧武 Kamen Raidā Gaimu?): Es un joven que busca su sitio en la vida y que desempeña toda clase de trabajos a tiempo parcial intentando con ello hacerse "adulto". Vive con su hermana mayor Akira, que ha sido su tutora desde que los padres de ambos murieron, y hasta hace muy poco perteneció al equipo Gaim, pero lo abandonó cuando decidió madurar, aunque nunca perdió el contacto con sus antiguos compañeros, y aún le gusta bailar. Sin embargo, Mai, una excompañera de Gaim a la que él aprecia mucho, no le perdona que les haya abandonado. Un día, el líder de Gaim, Yūya, le mandó un mensaje al móvil diciendo que había conseguido algo muy bueno, y la fotografía de un extraño dispositivo, que después sabrían se llamaba Sengoku Driver (戦極（センゴク）ドライバー Sengoku Doraibā?). Cuando fue a verle al sitio donde habían quedado, encontró a Mai, pero ni rastro de Yūya, y encontraron un agujero que daba a un extraño bosque donde les atacó un monstruo. En la huida encontraron el Sengoku Driver tirado y al utilizarlo, Kōta se transformó en Kamen Rider Gaim. Su fruta por defecto es la naranja.
- Kaito Kumon (駆紋 戒斗 Kumon Kaito?)/Kamen Rider Baron (仮面ライダーバロン Kamen Raidā Baron?): Es el líder del grupo Baron. Tiene una gran obsesión por la fuerza y por hacerse más y más fuerte y derrotar a todos sus enemigos. Tiene una gran rivalidad con el grupo Gaim y con Kōta en particular, aunque su mayor odio está dirigido hacia Yggdrasill, que destruyeron su casa y su barrio de infancia y les echaron a la calle cuando construyeron la nueva ciudad. El hecho de verse tan débil en aquella ocasión, cuando solo era un niño, fue lo que le hizo creer que la fuerza era lo único que movía el mundo y avivó su deseo de ser el más grande por la fuerza. Su fruta por defecto es el plátano.
- Takatora Kureshima (呉島 貴虎 Kureshima Takatora?)/Kamen Rider Zangetsu (仮面ライダー斬月 Kamen Raidā Zangetsu?): Es el hermano mayor de Mitchy, y quien cuida de él, ya que sus padres no están presentes. Es uno de los líderes de Yggrasill. Se preocupa por el futuro de su hermano, animándole a esforzarse y a estudiar mucho y que no se preocupe de nada más. Por otro lado, se enfrenta repetidamente a los Kamen Riders cuando se interponen en los planes de Yggdrasill, siendo un serio contendiente. Ōren se enamora perdidamente de su forma de luchar aunque no conoce su identidad. Ni siquiera su hermano sabe quién es él, y él al mismo tiempo no sabe que Mitchy se ha convertido en un Kamen Rider, llegando a luchar en ocasiones el uno contra el otro sin saber la verdad. Su fruta por defecto es el melón.
- Mitsuzane Kureshima (呉島 光実 Kureshima Mitsuzane?)/Kamen Rider Ryūgen (仮面ライダー龍玄 Kamen Raidā Ryūgen?): Es un miembro de Gaim, el mejor amigo de Kōta y Mai, quienes le llaman cariñosamente Mitchy. Se trata de un joven atormentado que vive una doble vida. Por un lado, baila en las calles como miembro de Gaim y participa en todas las actividades de sus amigos como uno más. Por el otro asiste a una escuela de élite como el hermano menor de uno de los líderes de Yggrasill, Takatora mientras se prepara para unirse a Yggrasill con el tiempo como mano derecha de su hermano. Esta doble vida hace que desarrolle un carácter con dos caras, una cara abierta y alegre que muestra a sus amigos y otra cara fría y seria que solo muestra ante su hermano y en su escuela. Con el tiempo, la presión de mantener estas dos vidas en secreto para su respectiva parte contraria hace que desarrolle poco a poco un carácter manipulador y obsesivo que hace que no dude en engañar, manipular e incluso hacer daño a quien se le ponga por delante, no importa que sea de Gaim o de Yggdrasill, para conseguir lo que quiere. Su fruta por defecto es la uva.
- Ryōji Hase (初瀬 亮二 Hase Ryōji?)/Kamen Rider Kurokage (仮面ライダー黒影 Kamen Raidā Kurokage?): Es el líder del equipo Raid Wild, cuyo equipo fue derrotado por Baron rápidamente. Se alió a Jonouchi para ir los dos por libre de forma sibilina atacando a sus enemigos cuando más desprevenidos estuvieran. Su fruta por defecto es el piñón.
- Hideyasu Jonouchi (城乃内 秀保 Jōnouchi Hideyasu?)/Kamen Rider Gridon (仮面ライダーグリドン Kamen Raidā Guridon?): Es el líder del equipo Invitto, en el cual por otra parte él es el único varón, siendo los demás miembros chicas. Se alía a Hase para derrotar a sus enemigos, aunque para ello se vale de las tácticas más sucias y cobardes, debido a que es uno de los Riders más débiles de los existentes y no tiene mucha capacidad en batalla abierta. Cuando el equipo Raid Wild se desintegra, abandona a Hase y se une a Oren intentando una alianza similar, pero Oren le obliga a trabajar para él como aprendiz y a olvidarse de los Beat Riders. Su fruta por defecto es la bellota.
- Ōren Pierre Alfonzo (凰蓮・ピエール・アルフォンゾ Ōren Piēru Arufonzo?)/Kamen Rider Bravo (仮面ライダーブラーボ Kamen Raidā Burābo?): Es un famoso pastelero de la ciudad, muy afeminado pero al mismo tiempo muy fuerte al ser un exsoldado de los paracaidistas. Odia las batallas de los Inves Games y a los Kamen Rider considerándoles simples aficionados que no tienen ni idea del arte de la lucha ni rivalizan con un verdadero soldado como él. Obtendrá su Sengoku Driver robándoselo a uno de los jóvenes que había acudido a su pastelería, con la intención de desmantelar los Inves Games para siempre. Al principio y gracias a su entrenamiento militar, los demás Riders no son rivales para él en combate cuerpo a cuerpo, aunque se van poniendo a nivel e incluso le superan según van mejorando sus poderes. Con el tiempo adoptará a la fuerza a Junoichi como su aprendiz en la pastelería y como ayudante en sus planes. Se enamora perdidamente del Kamen Rider Zangetsu desde que tiene la oportunidad de luchar contra él, por su forma de moverse y de pelear, y aunque no sabe quién se esconde tras la máscara, es capaz de distinguirle de cualquier impostor simplemente por su estilo. Su fruta por defecto es el durián.
- Sid (シド Shido?)/Kamen Rider Sigurd (仮面ライダーシグルド Kamen Raidā Shigurudo?): En un principio se movía como un simple vendedor de Lockseeds en el mercado negro, aunque comenzó a distribuir los distintos cinturones entre diversos usuarios para que se transformaran en Kamen Rider y observar los resultados. Más tarde se revela que trabajó desde el principio para Yggrasill luchando como un Kamen Rider de segunda generación. Su fruta por defecto es la cereza.
- Yoko Minato (湊 耀子 Minato Yōko?)/Kamen Rider Marika (仮面ライダーマリカ Kamen Raidā Marika?): Es la guardaespaldas personal de Ryoma, y la única Kamen Rider femenina de la temporada. Es una guerrera fría y muy eficiente en el combate, completamente leal a Ryoma, por encima de Takatora, aunque después desarrollará un interés muy especial en Kaito. Su fruta por defecto es el melocotón.
- Zack (ザック Zakku?)/Kamen Rider Knuckle (仮面ライダーナックル Kamen Raidā Nakkuru?): Es el lugarteniente de Kaito en Baron y el líder cuando éste se marcha, recibiendo de él el Sengoku Driver que encontró en Yggdrassil para transformarse cuando sea necesario. A pesar de sus comienzos en los que no dudaba en emplear cualquier táctica para ganar por sucia que fuera, según avanza la serie y especialmente cuando se convierte en Kamen Rider, va adquiriendo un sentido del honor y la justicia que será puesto a prueba en varias ocasiones. Su fruta por defecto es la nuez.
- Ryōma Sengoku (戦極 凌馬 Sengoku Ryōma?)/Kamen Rider Duke (仮面ライダーデューク Kamen Raidā Dyūku?): El profesor Ryōma es un científico que trabaja en Yggdrassil y el responsable de la creación de los Sengoku Drivers. Durante la primera fase estuvo tomando datos para ir perfeccionando los poderes de Kamen Rider para los planes de Yggdrasill, aunque desde el principio se nota que tiene sus propios planes personales al margen de la corporación y de Takatora, y que Yoko y Sid están con él en esos planes. Su fruta por defecto es el limón.[1]
- Kougane (コウガネ Kougane?)/Kamen Rider Jam (仮面ライダー邪武 [ジャム] Kamen Raidā Jamu?): Kougane es la manifestación de una fruta dorada artificial creada por un dios Inves en el pasado. Su despertar eventualmente aceleró la extinción de la raza mientras luchaban hasta la muerte. Ryoma Sengoku descubrió su sello y lo liberó involuntariamente. La existencia de Kougane hace que los Kamen Riders codicien la Fruta Dorada y comiencen a luchar entre sí mientras Kougane se fortalece con sus muertes. Su fruta por defecto en la manzana.

### Aliados
- Akira Kazuraba (葛葉 晶 Kazuraba Akira?): Es la hermana mayor de Kouta. Después de la muerte de sus padres, ella tomó un trabajo de oficina en una compañía afiliada a Yggdrasill Corporation. Ella es protectora de que Kouta sepa de su condición de Armored Rider, pero aún comprende que tiene sus propios deseos en la vida mientras le aconseja cómo usar mejor sus habilidades para el bien de los demás. Desconocido para Akira, ella es atacada por sus propios empleadores para hacer que Kouta renuncie a su cinturón de transformación. Sin embargo, ella está contenta de estar a salvo. Cuando la reducen en el trabajo, obliga a Kouta a buscar un nuevo trabajo.
- Mai Takatsukasa (高司 舞 Takatsukasa Mai?): Es una muchacha miembro de Gaim, y la mejor amiga de Kōta y Mitchy, y aunque al principio trata a Kōta con un gran despecho, esto es solo porque le echa en cara el que haya abandonado el grupo y por la idea de no tenerle cerca con ellos. También desarrolla una amistad con Kaito, ya que les unen muchas cosas en común. Ambos eran niños cuando Yggdrasill llegó a Zawame y ambos perdieron su casa a manos de ambos. Solo diferían en la forma que tuvieron de enfrentar el problema, Kaito con la búsqueda de la fuerza, y Mai con la búsqueda de la esperanza. Existe además otra persona muy similar en apariencia a Mai, pero rubia que se aparece a varios de los Riders y a la propia Mai advirtiéndoles acerca de su destino con enigmáticos acertijos que no llegan a comprender.
- DJ Sagara (DJサガラ Dī Jei Sagara?): Es un DJ presentador del programa de televisión que se emite en Zawame City y en el que se retransmiten las competiciones de baile y los Inves Games, así como las batallas iniciales entre los Kamen Riders. Trabaja en secreto para Yggdrasill y su programa es en principio un método de propaganda de los Lockseeds, aunque pronto Sagara muestra tener sus propios planes al margen de Ygrassill y de los Beat Riders cuando ayuda a ambos en diversas ocasiones según sus propios intereses ocultos.
- Kiyojiro Bando (阪東 清治郎 Bandō Kiyojirō?): Es el dueño del Drupers (ドルーパーズ Dorūpāzu?), un centro juvenil en el que se suelen servir zumos de frutas, y donde los Riders suelen quedar. También es donde Sid comenzó a hacer sus ventas de Lockseeds y a proporcionar los Sengoku Drivers. Aunque no conoce toda la historia de los Kamen Riders, siempre está dispuesto a dar un consejo a los jóvenes cuando lo necesitan.

### Villanos
- Inves (インベス Inbesu?): son monstruos extraños que se cree que solo existen dentro del recientemente popular Inves Game, que incluye Lockseeds. Proceden de un reino alternativo conocido como Bosque Helheim (ヘルヘイムの森 Heruheimu no Mori?) donde normalmente se alimentan de Lockseed inmaduras, llamados a Zawame a través de Lockseeds que abren portales con forma de cremallera llamados "Grietas" para que puedan viajar. los Inves realmente son organismos que han mutado como resultado de haber comido la misteriosa fruta del Bosque Helheim a partir de la cual se desarrollan las Lockseed. Cada Inves sirve en el sistema de dispersión de semillas del bosque, transfiriendo las semillas a Zawame, donde crecen rápidamente y se apropian del ecosistema. Las semillas también pueden germinar dentro de los cuerpos de los humanos que son atacados físicamente por un Inves. La vida vegetal de Helheim Forest es tóxica; contamina el suelo en el que crece y lo hace inadecuado para que crezca cualquier otro tipo de plantas, desplazando cualquier planta nativa y permitiéndoles tomar el control del área. Sin embargo, entre las frutas creadas por las plantas de Helheim hay una que es la base de la Fruta Prohibida, alternativamente la Fruta Dorada, mencionada en varios mitos, como las manzanas doradas de la mitología nórdica o la ambrosía de la mitología griega. Como la Fruta Prohibida se crea una vez que el Bosque Helheim consume un mundo, se otorga a un usuario que el bosque considere digno de evolucionar y cambiar el mundo. Aunque numerosos grupos buscan esta fruta, la Fruta Prohibida solo puede ser otorgada a un usuario digno.
  - Royhuo (ロシュオ Roshuo?): Es el líder del Inves. Habiendo resistido el daño el Bosque Helheim cuando consumió su mundo, Roshuo se convirtió en su rey y utilizó la Fruta Prohibida para convertir el mundo en uno que refleje sus ideales del fuerte dominio sobre los débiles. Sin embargo, como aquellos bendecidos por el bosque masacraron a aquellos que no pudieron defenderse, Roshuo aprendió demasiado tarde que su deseo causó un conflicto que destruyó la civilización Femushinmu. Expresando su disgusto por el conflicto, Roshuo usa su poder psíquico piadoso para mantener a raya a los Inves restantes. Roshuo también observa al equipo de investigación de Yggdrasill Corporation con un interés en su desarrollo de tecnología para usar el poder de Lockseed sin convertirse en Inves.
  - Demushu (デェムシュ Dēmushu?): es un brutal Inves con armadura carmesí que disfruta luchando y es propenso a la ira, viendo a los humanos como simios débiles que merecen la muerte por alguien tan fuerte como él. Dēmushu está armado con  un arma de tipo nagamaki con una hoja recta, que usa su forma de espada para combate cuerpo a cuerpo, y tiene la habilidad de invocar vides de plantas de Helheim que atrapan a sus enemigos. Dēmushu también es capaz de disparar proyectiles de ondas de choque de su mano, y su mayor habilidad es disolverse en una masa gelatinosa capaz de desviar los ataques fácilmente, conservando al mismo tiempo un formidable poder ofensivo.
  - Redyue (レデュエ Redyue?): Es una sádicá y femenino Inves con armadura de jade que utiliza a los demás como su juego personal hasta que los descarta cuando ya no le sirven,  Redyue se aburre fácilmente y ve a los Riders como un medio para hacer las cosas interesantes, aunque inicialmente consideró a Kouta un oponente aburrido después de dejar que Dēmushu lo golpeara. En combate, Redyue usa su lanza como arma y puede emitir sonidos capaces de sobrecargar la audición de un objetivo y reabrir ciertas Grietas.

## Episodios
1. ¡Transformación! ¿¡La naranja del cielo!? (変身！空からオレンジ!? Henshin! Sora kara Orenji!??)[2]
2. ¡Mortal! ¡La patada de piña! (必殺！パインキック！ Hissatsu! Pain Kikku!?)[3]
3. ¡Shock! ¿¡La transformación platanera del rival!? (衝撃！ライバルがバナナ変身!? Shōgeki! Raibaru ga Banana Henshin!??)[4]
4. ¡Nacimiento! ¡El tercer Rider de las uvas! (誕生！3人目のぶどうライダー！ Tanjō! Sanninme no Budō Raidā!?)[5]
5. ¡Regreso! ¡Las armas de fresa de la amistad! (復活！友情のイチゴアームズ！ Fukkatsu! Yūjō no Ichigo Āmuzu!?)[6]
6. ¡Aparece el Rider Durián! (ドリアンライダー、参戦！ Dorian Raidā, Sansen!?)[7]
7. ¡La gran bola de sandía, Big Bang! (大玉スイカ、ビッグバン！ Ōdama Suika, Biggu Ban!?)[8]
8. El nuevo poder de mango de Baron (バロンの新しき力、マンゴー Baron no Atarashiki Chikara, Mangō?)[9]
9. La gran operación Capturar al monstruo de Inves (怪物インベス捕獲大作戦！ Kaibutsu Inbesu Hokaku Daisakusen!?)[10]
10. ¡Se reúnen todos los Riders! ¡Revelando el misterio del bosque! (ライダー大集結！森の謎を暴け！ Raidā Dai Shūketsu! Mori no Nazo o Abake!?)[11]
11. La verdad detrás del juego de Navidad (クリスマスゲームの真実 Kurisumasu Gēmu no Shinjitsu?)[12]
12. ¡Aparece la nueva generación Rider! (新世代ライダー登場！ Shin Sedai Raidā Tōjō!?)[13]
13. ¡La etiqueta de amistad entre equipos de Gaim y Baron! (鎧武、バロンの友情タッグ！ Gaimu, Baron no Yūjō Taggu!?)[14]
14. El secreto de los frutos de Helheim (ヘルヘイムの果実の秘密 Heruheimu no Kajitsu no Himitsu?)[15]
15. El hombre que desarrolló los cinturones (ベルトを開発した男 Beruto o Kaihatsu-shita Otoko?)[16]
16. ¡Nuevas armas! ¡Nace el nuevo ropaje de limón! (新アームズ！ジンバーレモン誕生！ Shin Āmuzu! Jinbā Remon Tanjō!?)[17]
17. ¡Desciende la Rider de melocotón Marika! (桃のライダー、マリカ光臨！ Momo no Raidā, Marika Kōrin!?)[18]
18. Hasta siempre, Beat Riders (さらばビートライダーズ Saraba Bīto Raidāzu?)[19]
19. El arma secreta regalada (贈られた秘密兵器 Okurareta Himitsu Heiki?)[20]
20. El fin del mundo, comienza la invasión (世界のおわり はじまる侵略 Sekai no Owari, Hajimaru Shinryaku?)[21]
21. El secreto de Yggdrasill (ユグドラシルの秘密 Yugudorashiru no Himitsu?)[22]
22. Una séptima parte de la verdad (7分の1の真実 Nana-bun-no-Ichi no Shinjitsu?)[23]
23. ¡Ahora vamos, armas Kachidoki! (いざ出陣！カチドキアームズ！ Iza Shutsujin! Kachidoki Āmuzu!?)[24]
24. Los nuevos y formidables Overlords (新たな強敵オーバーロード Aratana Kyōteki Ōbārōdo?)[25]
25. La marca más fuerte de equipo de Gridon y Bravo (グリドン・ブラーボ最強タッグ Guridon - Burābo Saikyō Taggu?)[26]
26. ¡La transformación Génesis de Baron! (バロンのゲネシス変身！ Baron no Geneshisu Henshin!?)[27]
27. Hora de saber la verdad (真実を知る時 Shinjitsu o Shiru Toki?)[28]
28. La traición de Zangetsu (裏切りの斬月 Uragiri no Zangetsu?)[29]
29. El rey Over Lord (オーバーロードの王 Ōbārōdo no Ō?)[30]
30. El Kikaider rojo y azul (赤と青のキカイダー Aka to Ao no Kikaidā?)[31]
31. La localización del Fruto Prohibido (禁断の果実のゆくえ Kindan no Kajitsu no Yukue?)[32]
32. ¡El poder más grande! Las armas Kiwami (最強の力！極アームズ Saikyō no Chikara! Kiwami Āmuzu?)[33]
33. ¡La reunión de los grandes Beat Riders! (ビートライダーズ大集結！ Bīto Raidāzu Daishūketsu!?)[34]
34. El poder del rey y la resurrección de la reina (王の力と王妃復活 Ō no Chikara to Ōhi Fukkatsu?)[35]
35. El arca de Mitchy (ミッチの箱舟 Mitchi no Kobune?)[36]
36. ¡Conclusión fraternal! ¡La verdad de Zangetsu contra Zangetsu! (兄弟の決着！斬月VS斬月・真！ Kyōdai no Ketchaku! Zangetsu VS Zangetsu Shin!?)[37]
37. El encuentro de fútbol de Baron: ¡Campamento de verano! (バロン・サッカー対決 夏の陣！ Baron Sakkā Taiketsu Natsu no Jin!?)[38]
38. El regreso del profesor (プロフェッサーの帰還 Purofessā no Kikan?)[39]
39. ¡El plan suicida para abrirse paso a la torre! (決死のタワー突入作戦！ Kesshi no Tawā Totsunyū Sakusen!?)[40]
40. El Over Lord despierta (オーバーロードへの目覚め Ōbārōdo e no Mezame?)[41]
41. ¡Un duelo con el rey Over Lord! (激突！オーバーロードの王 Gekitotsu! Ōbārōdo no Ō?)[42]
42. ¡La última transformación de Mitsuzane! (光実！最後の変身！ Mitsuzane! Saigo no Henshin!?)[43]
43. ¡La transformación definitiva de Baron! (バロン 究極の変身 Baron Kyūkyoku no Henshin?)[44]
44. Las metas de futuro de dos personas (二人の目指す未来は Futari no Mezasu Mirai wa?)[45]
45. La batalla final de los dos predestinados (運命の二人 最終バトル！ Unmei no Futari, Saishū Batoru!?)[46]
46. El victorioso del destino (運命の勝者 Unmei no Shōsha?)[47]
47. ¡Transformación! Y hacia el futuro (変身！そして未来へ Henshin! Soshite Mirai e?)[48]

### Películas
- Kamen Rider × Kamen Rider Gaim & Wizard: The Fateful Sengoku Movie Battle (仮面ライダー×仮面ライダー鎧武＆ウィザード　天下分け目の戦国MOVIE大合戦 Kamen Raidā × Kamen Raidā Gaimu Ando Wizādo Tenkawakeme no Sengoku Mūbī Daigassen?): Es una película crossover entre Gaim y su predecesora Kamen Rider Wizard. Estrenada el 14 de diciembre de 2013[49]
- Kamen Rider Gaim Hyper Battle DVD: Fresh Orange Arms is Born!: You Can Also Seize It! The Power of Fresh (仮面ライダー鎧武 フレッシュオレンジアームズ誕生！～君もつかめ！フレッシュの力～ Kamen Raidā Gaimu Furesshu Orenji Āmuzu Tanjō! ~Kimi mo Tsukame! Furesshu no Chikara~?): Especial para vídeo. Estrenado el 1 de marzo de 2014
- Heisei Rider vs. Shōwa Rider: Kamen Rider Taisen feat. Super Sentai (平成ライダー対昭和ライダー 仮面ライダー大戦 feat.スーパー戦隊 Heisei Raidā Tai Shōwa Raidā Kamen Raidā Taisen feat. Sūpā Sentai?): Película crossover entre varios equipos de Kamen Rider de todos los tiempos junto con la aparición de varios personajes de la franquicia Super Sentai Series como el equipo Ressha Sentai ToQger y King de Jūden Sentai Kyoryuger. Estrenada el 29 de marzo de 2014
- Ressha Sentai ToQger Vs. Kamen Rider Gaim Spring Vacation Combining Special (烈車戦隊トッキュウジャーＶＳ仮面ライダー鎧武春休み合体スペシャル Ressha Sentai Tokkyūjā Tai Kamen Raidā Gaimu Haruyasumi Gattai Supesharu?): Especial para TV donde aparecen los personajes de Kamen Rider Gaim y Ressha Sentai ToQger. Estrenado el 30 de marzo de 2014
- Kamen Rider Gaim the Movie: Great Soccer Battle! Golden Fruits Cup! (劇場版 仮面ライダー鎧武 サッカー大決戦!黄金の果実争奪杯（カップ）! Gekijōban Kamen Raidā Gaimu Sakkā Daikessen! Ōgon no Kajitsu Sōdatsu Kappu!?): Estrenada el 19 de julio de 2014
- Kamen Rider Gaim Gaiden (仮面ライダー鎧武 (ガイム) 外伝 Kamen Raidā Gaimu Gaiden?): Especial para vídeo. Estrenado el 22 de abril de 2015

## Reparto
- Kōta Kazuraba: Gaku Sano
- Kaito Kumon: Yutaka Kobayashi
- Yuya Sumii: Hiromi Sakimoto
- Mitsuzane Kureshima: Mahiro Takasugi
- Takatora Kureshima: Yūki Kubota
- Zack: Gaku Matsuda
- Peko: Saku Momose
- Ryōji Hase: Atsushi Shiramata
- Hideyasu Jōnouchi: Ryō Matsuda
- Ōren Pierre Alfonzo: Metal Yoshida
- Yōko Minato: Minami Tsukui
- Ryōma Sengoku: Tsunenori Aoki[50]
- Sid: Kazumi Namioka
- Mai Takatsukasa: Yūmi Shida
- Chucky: Kanon Tsuyama
- Rica: Miina Yokota
- Rat: Ren Ozawa
- Akira Kazuraba: Rika Izumi
- DJ Sagara: Tomomitsu Yamaguchi
- Kiyojiro Bando: Tomohisa Yuge
- Roshuo: Jōji Nakata
- Dēmushu: Tomokazu Sugita
- Redyue: Kenjiro Tsuda
- Voz del Sengoku Driver: Seiji Hiratoko[51][52]
- Narrador: Hōchū Ōtsuka

## Temas musicales

### Tema de entrada
- "Just Live More"
  - Letra: Shoko Fujibayashi
  - Música: Shuhei Naruse
  - Arreglos: Shuhei Naruse
  - Intérprete: Gaimu no Kaze (鎧武乃風 Gaimu no Kaze?)[53][54]

### Temas de cierre
- "E-X-A (Exciting×Attitude)" (Episodios 3, 5, 11)
  - Letra: Shoko Fujibayashi
  - Música: Everset
  - Arreglos:  Everset
  - Intérprete: Kamen Rider Girls

- "Never surrender" (Episodios 8, 26, 37)
  - Letra: Shoko Fujibayashi
  - Música: Junichi Igarashi
  - Arreglos: Junichi Igarashi
  - Intérprete: Yutaka Kobayashi ft.  Gaku Matsuda, ft.  Saku Momose

- "Toki no Hana" (時の華?  Flor del tiempo) (Episodios 17, 21, 29)
  - Letra:  Shoko Fujibayashi
  - Música: Naoki Maeda
  - Arreglos:  Shuhei Naruse
  - Intérprete: Kamen Rider Girls

- "Raise Up Your Flag" (Episodios 24, 28, 30, 37)
  - Letra:  Shoko Fujibayashi
  - Música: Everset
  - Arreglos:  everset
  - Intérprete: Gaku Sano

- "Ranbu Escalation" (乱舞Escalation?  Escalada danzante) (Episodios 36, 37, 39, 41, 45)
  - Letra:  Shoko Fujibayashi
  - Música: Shuhei Naruse
  - Arreglos: Shuhei Naruse
  - Intérprete: Gaku Sano ft. Yutaka Kobayashi